# Pontiac Phoenix
La Phoenix è un'autovettura compact prodotta dalla Pontiac dal 1977 al 1984. Phoenix, in inglese, significa fenice.

## Il contesto
Furono commercializzate due serie di Phoenix, entrambe basate su modelli Chevrolet ed ambedue costruite sul pianale X della General Motors.
Le due generazioni si differenziavano dal tipo di trazione; la prima serie era a trazione posteriore, mentre la seconda era a trazione anteriore. La prima serie ha preso parecchio in prestito dal pianale F della General Motors, sul quale venne assemblata la Firebird.
Prodotta a Oklahoma City ed a Tarrytown, la Phoenix è stata sostituita nel 1985 dalla Grand Am.

## La prima serie: (1977–1979)
Questa prima serie di Phoenix è stata introdotta nel 1977 come allestimento top di gamma della Pontiac Ventura. Quest'ultima venne sostituita completamente dalla Phoenix nel 1978. Questa prima generazione di Phoenix era a trazione posteriore. La Phoenix differiva dalla Ventura per dettagli minori, come le caratteristiche della calandra e la presenza di fanali anteriori quadrati. La Phoenix è stata la prima vettura della General Motors ad utilizzare i fari anteriori di tipo 6054 da 7 " per 6".
Il modello era disponibile in versione coupé due porte e berlina quattro porte. Erano offerti tre allestimenti, base, LJ e SJ. I motori disponibili erano l’Iron Duke a quattro cilindri in linea da 2,5 L di cilindrata e 110 CV di potenza, un V6 Buick da 3,8 L e 140 CV, un V8 Chevrolet da 5 L e carburatore doppio corpo, ed infine un V8 Chevrolet da 5,7 L e carburatore quadruplo corpo. I cambi disponibili erano tre, due manuali (a tre o quattro rapporti) ed uno automatico a quattro marce. 

## La seconda serie: (1980–1984)
Nel 1980 la Phoenix fu oggetto di un restyling. Nell'occasione il modello venne rimpicciolito, e la trazione diventò anteriore. Questa nuova generazione di Phoenix era disponibile con due carrozzerie, coupé due porte ed hatchback cinque porte. Gli allestimenti base, LJ e SJ erano ancora offerti, anche se gli ultimi due vennero rinominati in occasione della revisione del modello del 1983, rispettivamente, LE e SE.
I motori disponibili per questa serie di Phoenix furono due, l’Iron Duke a quattro cilindri in linea da 2,5 L di cilindrata ed un V6 da 2,8 L. I cambi offerti erano due; uno era automatico a tre rapporti mentre l'altro era manuale a quattro marce.
Il modello venne sostituito nel 1985 dalla Grand Am.